# Canon Pellix

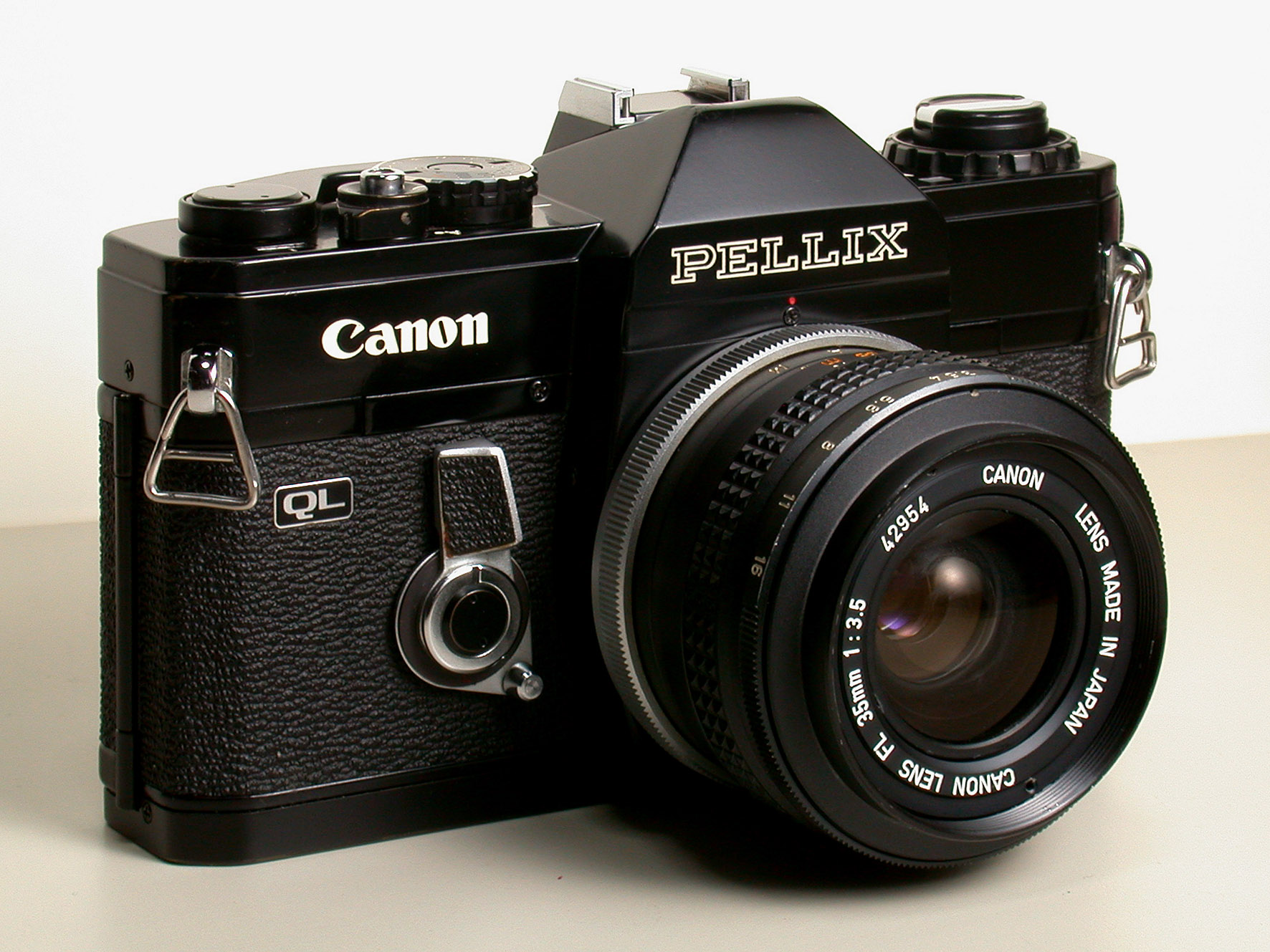
Canon Pellix QL

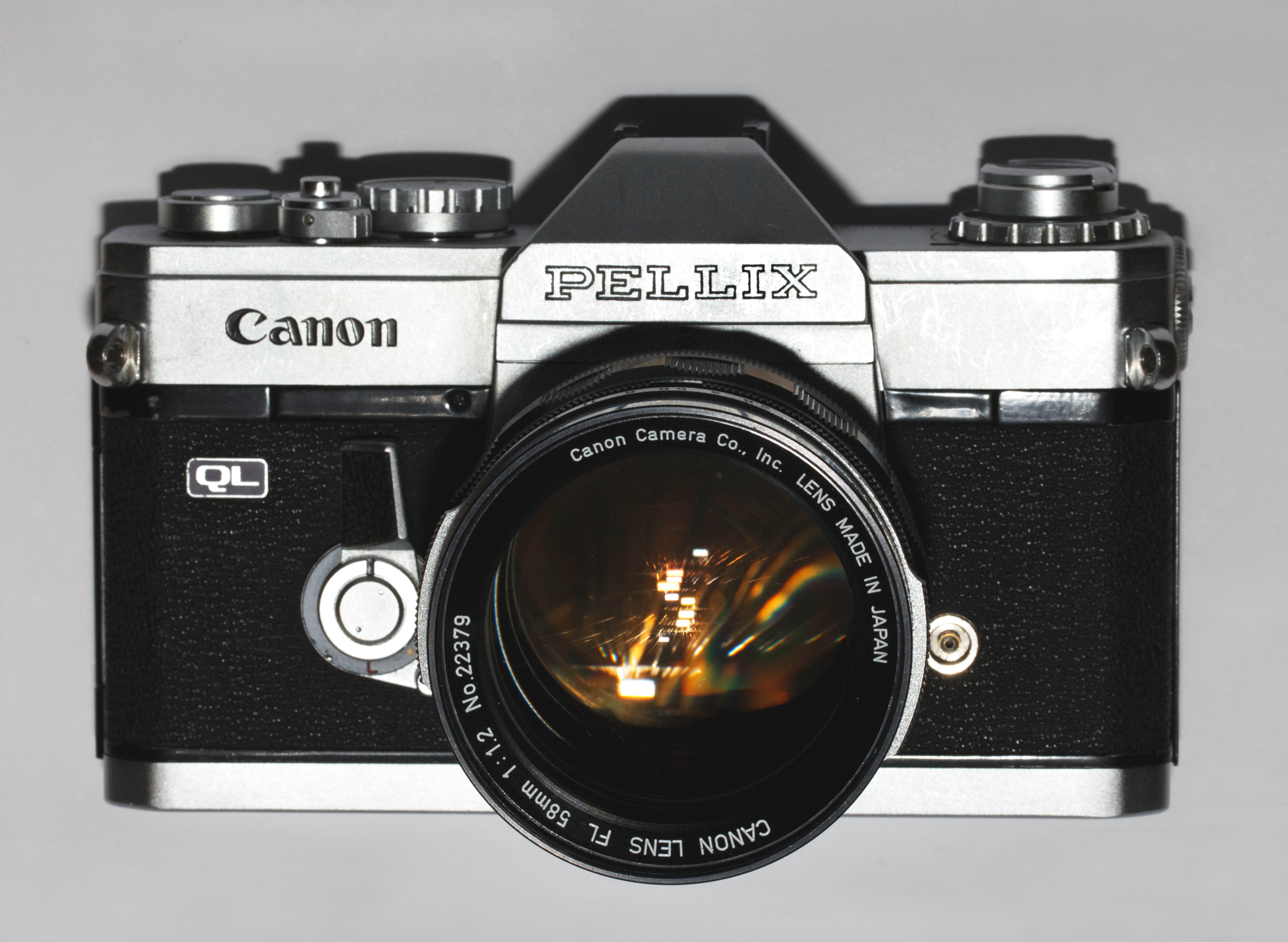
Canon Pellix QL mit FL-Objektiv 58 mm, f/1.2

Bei der Canon Pellix handelte es sich um eine Kleinbild-Spiegelreflexkamera mit feststehendem Spiegel, welcher auch zum Namen Pellix führte. Sie besaß ein Canon FL-Bajonett und gehörte zu den Canon-Kameras der F-Serie. Es war die erste Canon-Kamera mit TTL-Belichtungsmessung.

## Pellix

### Zeitraum
Die Canon Pellix erschien im April 1965 und wurde im folgenden Jahr durch die leicht modifizierte Pellix QL abgelöst. Die Pellix kostete mit dem Normalobjektiv 50 mm, f/1,8 ca. 1200 DM.

### Gehäuse
Die Pellix basierte auf dem Aluminiumgehäuse der Canon FX. Bodenplatte und Verschlusskappen gab es in silber oder schwarz, wobei die schwarze Version noch selten gekauft wurde.

### Sucher

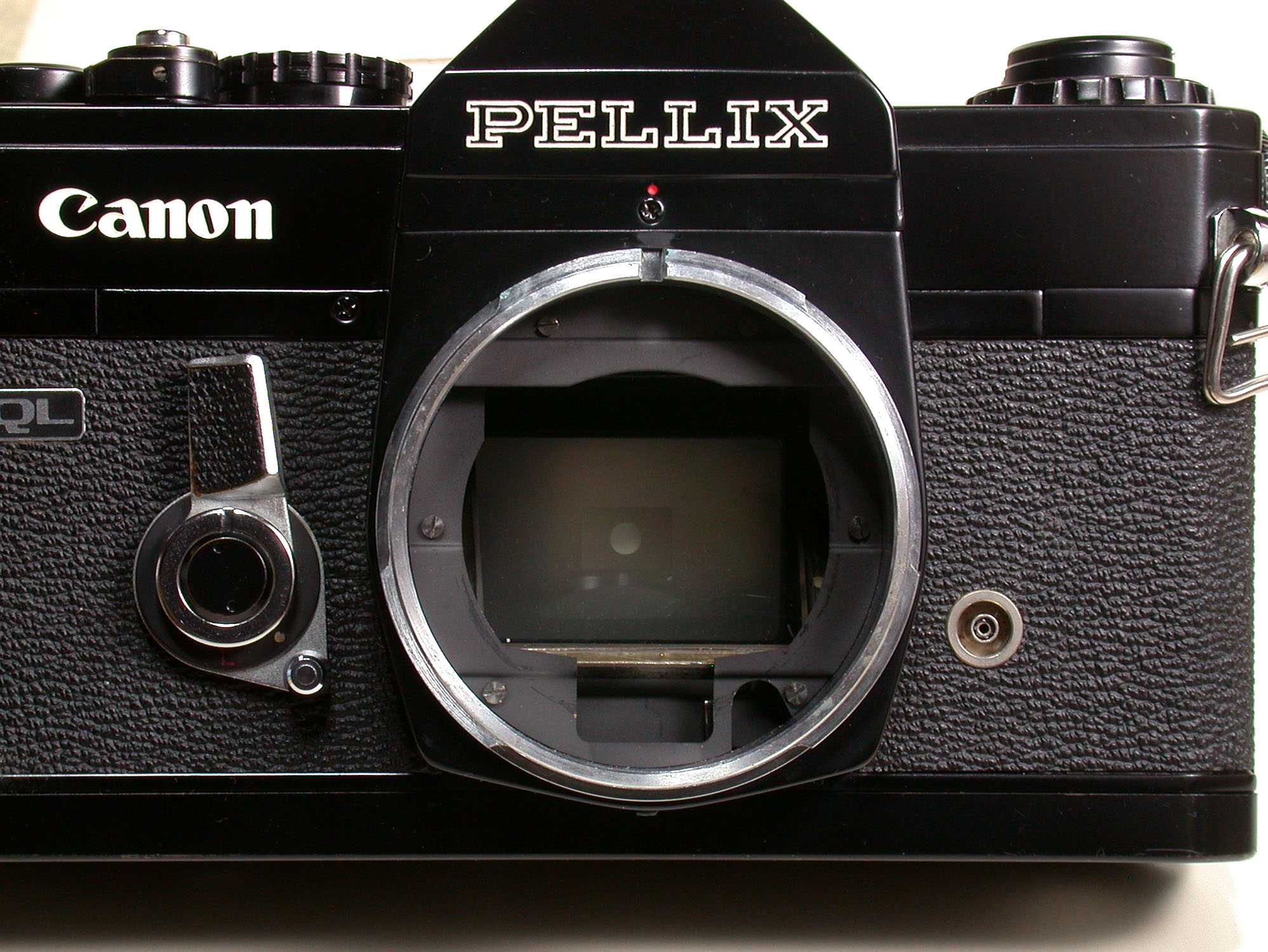
Blick auf die Spiegelfolie

Die Besonderheit der Pellix war ein teildurchlässiger Spiegel. Hierfür kam eine mit 0,02 mm sehr dünne, dampfbeschichtete Kunststofffolie aus Mylar zum Einsatz. Sie war sehr empfindlich und durfte nicht berührt werden, was aber immer wieder vorkam, so dass der Canon-Kundendienst häufig mit ihrer Auswechselung beschäftigt war. Die Folie gab der Kamera auch ihren Namen, Pellice, eng. für Pellikel bezeichnete sie.
Der Vorteil des feststehenden Spiegels lag im vibrationsarmen Auslösen der Kamera. Außerdem konnte man auch während der Aufnahme ein Bild im Sucher sehen. Dies irritierte weniger und half, die Kamera ruhig zu halten. Zudem konnte man beobachten, ob ein eingesetzter Blitz wirklich auslöste. Die Folie wirkte wie ein Graufilter und schluckte 1⁄2 Blendenstufe Licht. Canon hielt diese Eigenschaften für so besonders, dass die Modellbezeichnung groß über dem Sucher und Canon klein seitlich daneben stand, während es sich sonst umgekehrt verhielt.
Der Sucher besaß eine Mattscheibe mit einem Mikroprismenring. Da nur ein Teil des Lichts in den Sucher gelangte, war der Sucher dunkler als bei der FX.

### Belichtungsmessung

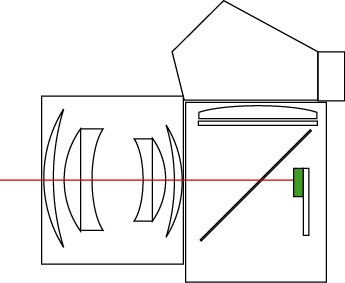
Klappbare CdS-Zelle

Bei der Canon Pellix handelte es sich nach der Topcon RE super und der Pentax Spotmatic um die dritte Kleinbild-Spiegelreflexkamera mit Innenmessung. Die Belichtung bestimmte dabei eine CdS-Zelle. Sie befand sich nicht wie sonst üblich am Prisma, sondern direkt hinter dem Spiegel und klappte beim Auslösen nach unten. Ihre Größe betrug 8 mm × 12 mm, womit sie ca. 12 % der Bildfläche abdeckte und der diagonale Messwinkel im Falle eines angesetzten Normalobjektivs ca. 15° betrug.
Die Filmempfindlichkeit ließ sich am Verschlusszeitenrad zwischen ISO 10/11° und ISO 800/30° einstellen. Der Messbereich reichte bei ISO100/21° von 1 s bei f/1,2 bis 1/1000 s bei f/16.

### Verschluss
Im Gegensatz zur FX besaß die Pellix einen Metall-Schlitzverschluss, da bei einem Tuchverschluss durch den teildurchlässigen Spiegel die Gefahr bestanden hätte, dass Sonnenstrahlen Löcher in den Verschluss brennen. Seine Lamellen konnte man sehen, wenn man im rechten Winkel zur Filmebene auf den Spiegel schaute. Verschlusszeiten konnte man von 1 s bis zu 1⁄1000 s einstellen, für die Blitzsynchronzeit gab es die separate Einstellung „X“.

### Stromversorgung
Die Pellix benötigte eine PX 625 für den Belichtungsmesser. Sie war dabei auf die exakten 1,35 V Spannung dieses Batterietyps angewiesen.

### Spezielle Objektive
Zusammen mit der Pellix hat Canon das besonders flache Objektiv FLP 38 mm, f/2,8 herausgebracht, das nur an die Pellix angeschlossen werden durfte, weil die Rücklinse besonders weit in den Spiegelkasten hineinragte und keinen Platz mehr für die Bewegung eines normalen Spiegels ließ. Das P in der Bezeichnung FLP wies darauf hin. Kurz darauf stellte Canon noch das FL 19 mm, f/3,5 R für die Pellix vor, eine Retrofokus-Konstruktion, die dem Spiegel genügend Platz ließ. Das gewöhnliche FL 19 mm, f/3,5 ragte nämlich so weit in den Spiegelkasten hinein, dass man es nur bei hochgeklappten Spiegel ansetzen konnte, was bei der Pellix naturgemäß nicht ging.

## Pellix QL

### Zeitraum und Einordnung
Die Canon Pellix QL löste im März 1966 die Pellix ab. Sie blieb bis zum Erscheinen des Canon FD-Bajonetts im Programm und erhielt dann keinen Nachfolger mehr. Die Idee des teildurchlässigen Spiegels griff Canon später mehrfach auf, um einen besonders schnellen Motorantrieb zu erhalten, allerdings immer nur für Sondermodelle, die in kleiner Zahl entstanden.
Mit Erscheinen der Canon FT QL fehlten der Pellix einige Eigenschaften, diese führten zur Pellix QL.

### QL-System
Das Quick Load System vereinfacht das Filmeinlegen. Es musste lediglich die Filmzunge bis zu einer bestimmten Position herausgezogen werden, dann fädelte der Film nach Schließen der Rückwand automatisch ein.

### Belichtungsmesser
Den Belichtungsmesser konnte man nun von ISO 25/15° bis ISO 2000/34° einstellen, der Messbereich blieb unverändert.

#### Canon Booster
Die Pellix QL erhielt auch einen Anschluss für den Canon Booster, welcher den Messbereich der eingebauten CdS-Zelle mit einem Transistorverstärker für Nachtaufnahmen erweiterte. An ihm konnte man eine Filmempfindlichkeit von ISO 25/15° bis ISO 12800/42° einstellen. Bei ISO 100/21° und f/1.2 lag der Messbereich zwischen 1⁄2 s und 30 s. Der Booster besaß ein beleuchtetes Instrument, dessen Zeiger genau auf die Mitte einzustellen war. Dazu besaß er ein Rad mit den Zeiten 60 – 30 – 15 – 8 – 4 – 2 – 1 – 1⁄2 – 1⁄4 – 1⁄8 – 1⁄15 – 1⁄30 – 1⁄60. Da Cds-Zellen bei wenig Licht träge reagieren, konnte es mehr eine Minute dauern, bis der Zeiger zur Ruhe kam.
Der Booster besaß zwei Batteriefächer. Das untere nahm zwei Batterien gleichen Typ wie in der Kamera auf, um die Messung durchzuführen, das darüber liegende die Kamerabatterie, um das Instrument zu beleuchten. Diese musste nämlich der Pellix QL entnommen werden, weil sich der Booster-Anschluss im Batteriefach befand.